# 蒂克福
蒂克福（英語：Tickfaw）是美国路易斯安那州下属的一座村镇。根据2010年美国人口普查，该市有人口694人。建置上，属于“village”。